# Cnephia
Cnephia is een geslacht van muggen uit de familie van de kriebelmuggen (Simuliidae). De wetenschappelijke naam van het geslacht is voor het eerst geldig gepubliceerd door Günther Enderlein.
Dit geslacht komt voor in het noordelijk halfrond, in Noord-Amerika en van Oekraïne tot Siberië. De larven leven in stromend water. De volwassen wijfjes zuigen bloed van mensen en dieren, zowel zoogdieren als vogels.

## Soorten
- C. angarensis Rubtsov, 1956
- C. chaurensis Yankovsky, 2000
- C. dacotensis (Dyar & Shannon, 1927)
- C. eremites Shewell, 1952
- C. intermedia Rubtsov, 1956
- C. ornithophilia Davies, Peterson & Wood, 1962
- C. pallipes (Fries, 1824)
- C. pecuarum (Riley, 1887)
- C. toptchievi Yankovsky, 1996